# Техентін
Техентін (нім. Techentin) — громада в Німеччині, розташована в землі Мекленбург-Передня Померанія. Входить до складу району Людвігслуст-Пархім. Складова частина об'єднання громад Гольдберг-Мільденіц.
Площа — 41,42 км2. Населення становить 727 ос. (станом на 31 грудня 2020).

## Галерея

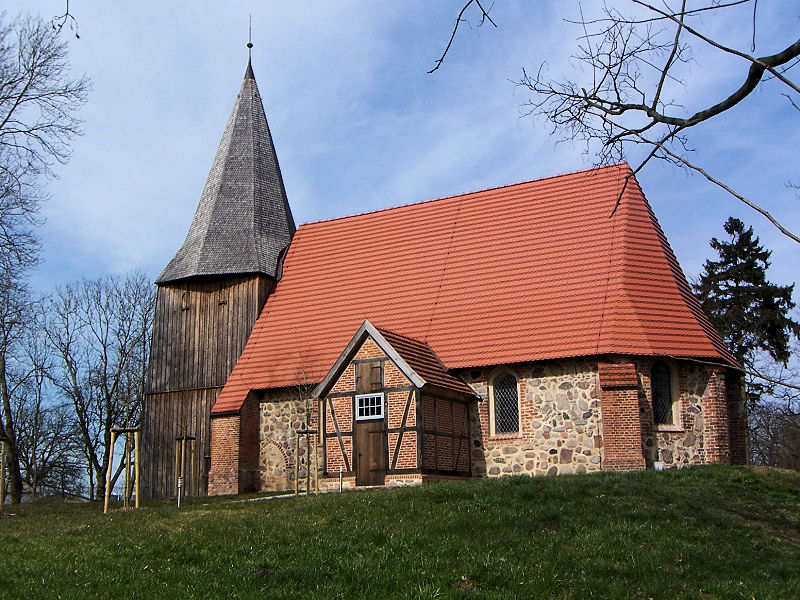
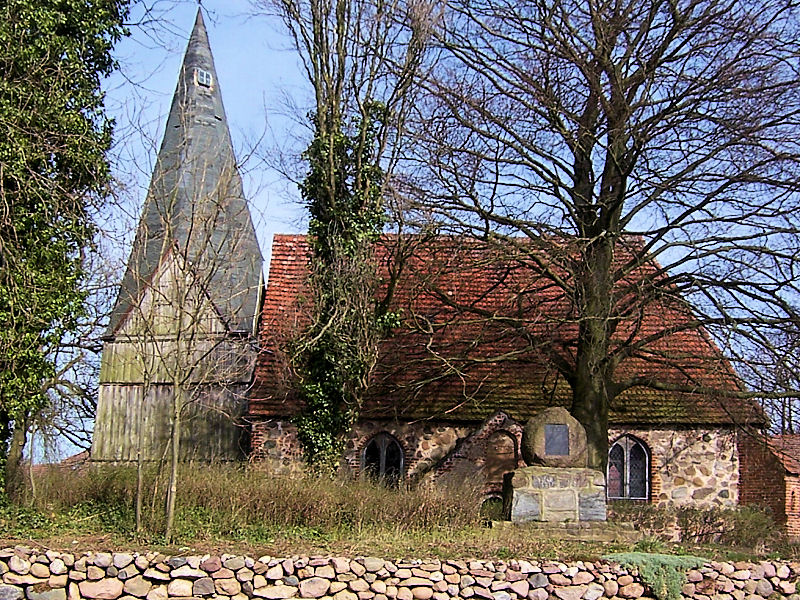